# کیم سه جونگ
کیم سه جونگ (کره‌ای: 김세정؛ زادهٔ ۲۸ اوت ۱۹۹۶) که با نام هنری سه‌جونگ (کره‌ای: 세정؛ انگلیسی: Sejeong) شناخته می‌شود، خواننده و بازیگر اهل کره جنوبی است. او در برنامهٔ واقع‌نمای رقابتی خوانندگی به نام پرودوس ۱۰۱ در شبکهٔ ام‌نت به جایگاه دوم دست پیدا کرد و یکی از اعضای گروه دخترانهٔ آی.او. آی شد. او اکنون به عنوان سولو آرتیست و بازیگر فعالیت می‌کند و بیشتر به خاطر ایفای نقش در مجموعه‌های تلویزیونی مدرسه ۲۰۱۷ (۲۰۱۷)، شکارچیان شگفت‌انگیز (۲۰۲۰–۲۰۲۱)، خواستگاری کاری (۲۰۲۲) و وب‌تون امروز (۲۰۲۲) شناخته می‌شود.

## فیلم‌شناسی

### مجموعه تلویزیونی
| سال       | عنوان                 | نقش                    | توضیحات   | منابع       |
| --------- | --------------------- | ---------------------- | --------- | ----------- |
| ۲۰۱۶      | صدای قلب تو           | همسایه در آپارتمان ۲۰۵ | حضور ویژه |             |
| ۲۰۱۷      | مدرسه ۲۰۱۷            | را اون هو              |           | [ ۴ ]       |
| ۲۰۱۹      | می‌خوام آهنگت رو بشنوم | هونگ یی یونگ           |           | [ ۵ ]       |
| ۲۰۲۰–۲۰۲۳ | شکارچیان شگفت‌انگیز    | دو ها نا               | فصل ۱ و ۲ | [ ۶ ] [ ۷ ] |
| ۲۰۲۲      | خواستگاری کاری        | شین ها ری              |           | [ ۸ ]       |
| ۲۰۲۲      | وب‌تون امروز           | اون ما اوم             |           | [ ۹ ]       |

### برنامه اینترنتی
| سال       | عنوان  | نقش               | توضیحات | منابع  |
| --------- | ------ | ----------------- | ------- | ------ |
| ۲۰۱۸–۲۰۲۱ | باستد! | عضو گروه بازیگران | فصل ۱–۳ | [ ۱۰ ] |

### میزبان
| سال  | عنوان                   | توضیحات                  | منابع  |
| ---- | ----------------------- | ------------------------ | ------ |
| ۲۰۱۹ | Busan One Asia Festival | همراه کیم جه هوان        | [ ۱۱ ] |
| ۲۰۱۹ | وان کی کنسرت            | همراه چا اون وو از آسترو | [ ۱۲ ] |
| ۲۰۲۱ | جوایز سرگرمی ام‌بی‌سی     | همراه لی سانگ یی         | [ ۱۳ ] |
| ۲۰۲۲ | سئول فستا ۲۰۲۲          | همراه چا اون وو          | [ ۱۴ ] |